# Boaco (departamento)
Boaco é um departamento da Nicarágua, sua capital é a cidade de Boaco.
O departamento foi criado em 1938 a partir do departamento de Chontales.

## Municípios
O departamento de Boaco encontra-se subdividido em 6 municípios:
1. Boaco
2. Camoapa
3. San José de los Remates
4. San Lorenzo
5. Santa Lucía
6. Teustepe